# Harzia velata
Harzia velata är en svampart som först beskrevs av Onions & D. Jones, och fick sitt nu gällande namn av Hol.-Jech. 1974. Harzia velata ingår i släktet Harzia och familjen Ceratostomataceae.   Inga underarter finns listade i Catalogue of Life.